# Cyclatemnus centralis
Cyclatemnus centralis är en spindeldjursart som beskrevs av Beier 1932. Cyclatemnus centralis ingår i släktet Cyclatemnus och familjen Atemnidae. Inga underarter finns listade i Catalogue of Life.